# Lacapelle-Cabanac
Lacapelle-Cabanac ist eine französische Gemeinde mit 172 Einwohnern (Stand 1. Januar 2022) im Département Lot in der Region Okzitanien. Sie gehört zum Kanton Puy-l’Évêque und zum Arrondissement Cahors.
Nachbargemeinden sind Touzac im Norden, Vire-sur-Lot im Nordosten, Floressas im Osten, Sérignac im Süden und Mauroux im Südwesten.

## Bevölkerungsentwicklung
| Jahr      | 1962 | 1968 | 1975 | 1982 | 1990 | 1999 | 2008 | 2018 |
| --------- | ---- | ---- | ---- | ---- | ---- | ---- | ---- | ---- |
| Einwohner | 140  | 129  | 174  | 167  | 179  | 150  | 153  | 166  |